# Muhammad al-Sayj
Muhammad al-Rahman al-Sayj al-Aslami  (Elche, siglo IX – Córdoba, 940) era militar musulmán. Era alcalde de Alicante entre 917 y 924.